# Слободан Савић (политичар)
Слободан Савић (Фоча, 1946) бивши је начелник Пала, један од оснивача СДС-а.

## Биографија
Рођен је 1946. године у Фочи. Завршио је учитељску школу и Педагошку академију у Сарајеву. Рад просвјетног радника започео је у основној школи у Прачи, гдје је изабран за директора школе и на тој функцији остао је три мандата. Истакао се у педагошком и друштвено-политичком раду, раду са омладином, спортским и културним дјелатностима. Дао је велики допринос у организацији Међународне ликовне колоније и Одбојкашког клуба „Студент“, члана премијер лиге БиХ, те развоју Универзитета Источно Сарајево, и организовању и руковођењу Студентског центра Пале. Био је директор Студентског центра Пале до избора за начелника Општине Пале 2004. године. Као начелник општине дао је велики допринос цјелокупном развоју Пала па је на изборима 2008. године поново изабран за начелника (други мандат до 2012. године). После функције начелника постаје одборник у Скупштини општине Пале. Године 2015. искључен из Српске демократске странке, иако је био један од оснивача СДС-а.